# Eurysyllis japonicum
Eurysyllis japonicum är en ringmaskart som beskrevs av Imajima 2003. Eurysyllis japonicum ingår i släktet Eurysyllis och familjen Syllidae. Inga underarter finns listade i Catalogue of Life.